# Hudson de Souza

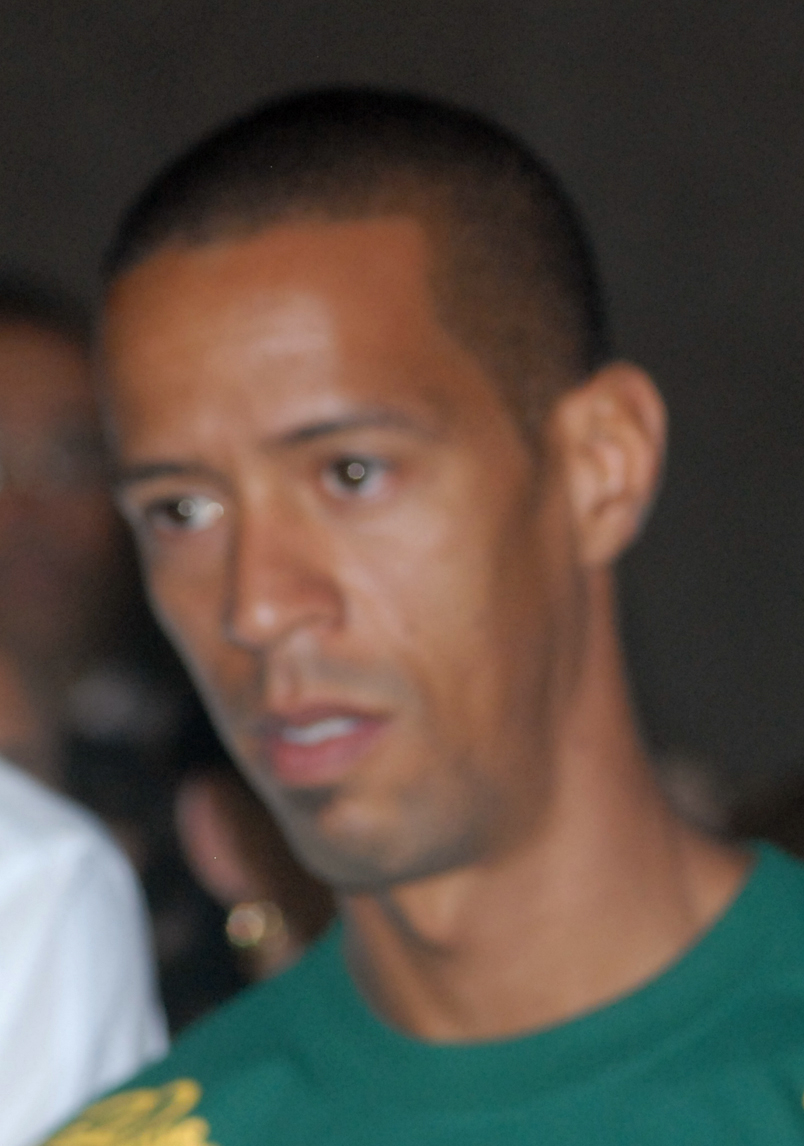
Hudson de Souza, 2008

Hudson de Souza (Hudson Santos de Souza; * 25. Februar 1977 in Brasília) ist ein ehemaliger brasilianischer Mittelstrecken-, Langstrecken- und Hindernisläufer.

## Karriere
1998 gewann er bei den Iberoamerikanischen Meisterschaften Bronze über 1500 Meter. Im Jahr darauf siegte er bei den Südamerikameisterschaften 1999 in Bogotá über 800 Meter und holte bei den Panamerikanischen Spielen in Winnipeg Bronze über 1500 Meter.
2000 siegte er bei den Iberoamerikanischen Meisterschaften über 800 und 1500 Meter und erreichte bei den Olympischen Spielen in Sydney über 1500 Meter das Halbfinale.
2001 gelang ihm bei den Südamerikameisterschaften in Manaus ein Doppelsieg über 800 und 1500 Meter. Bei den Weltmeisterschaften in Edmonton gelangte er über 1500 Meter ins Halbfinale.
2002 belegte er bei den Crosslauf-Weltmeisterschaften in Dublin auf der Kurzstrecke den 50. Platz. Bei den Iberoamerikanischen Meisterschaften verteidigte er beide Titel, und beim Weltcup in Madrid wurde er Achter. Im darauffolgenden Jahr triumphierte er bei den Panamerikanischen Spielen 2003 in Santo Domingo über 1500 und 5000 Meter und schied bei den Weltmeisterschaften in Paris/Saint-Denis erneut im Halbfinale über 1500 Meter aus.
2004 siegte er bei den Iberoamerikanischen Meisterschaften über 3000 Meter und gewann Silber über 1500 Meter. Bei den Olympischen Spielen in Athen erreichte er über 1500 Meter das Halbfinale.
2005 scheiterte er bei den Weltmeisterschaften in Helsinki über 1500 Meter in der ersten Runde. 2006 belegte er bei den Crosslauf-Weltmeisterschaften in Fukuoka auf der Kurzstrecke Rang 79. Bei den Iberoamerikanischen Meisterschaften verteidigte er seinen Titel über 3000 Meter, und bei den Südamerikameisterschaften in Tunja siegte er über 1500 Meter und holte Silber über 800 Meter.
2007 verteidigte er über 1500 Meter bei den Panamerikanischen Spielen in Rio de Janeiro seinen Titel, kam aber bei den Weltmeisterschaften in Ōsaka erneut nicht über den Vorlauf hinaus. Auch bei den Olympischen Spielen 2008 in Peking ereilte ihn über 1500 Meter das Aus in der Vorrunde.
2009 holte er über 1500 Meter Silber bei den Südamerikameisterschaften in Lima und Bronze bei den Jogos da Lusofonia in Lissabon. 2011 siegte er bei den Südamerikameisterschaften in Buenos Aires über 3000 Meter Hindernis und gewann Bronze über 1500 Meter. Bei den Panamerikanischen Spielen in Guadalajara folgte Silber über 3000 Meter Hindernis.

## Persönliche Bestzeiten
- 800 m: 1:45,69 min, 24. Juni 2000, Portland
- 1000 m: 2:18,69 min, 28. Juni 2000, Athen
  - Halle: 2:20,55 min, 23. Februar 2001, Blacksburg
- 1500 m: 3:33,25 min, 28. August 2005, Rieti (Südamerikarekord)
  - Halle: 3:43,14 min, 9. März 2002, Lissabon
- 1 Meile: 3:51,05 min, 29. Juli 2005, Oslo (Südamerikarekord)
  - Halle: 3:56,26 min, 10. Februar 2001, Fayetteville (Südamerikarekord)
- 2000 m: 5:03,34 min, 6. April 2002, Manaus (Südamerikarekord)
- 3000 m: 7:39,70 min, 2. Juli 2002, Lausanne (Südamerikarekord)
- 5000 m: 13:42,56 min, 24. September 2006, São Paulo
- 3000 m Hindernis: 8:30,70 min, 22. August 2006, Linz